# Азотирование
Азоти́рование — это технологический процесс химико-термической обработки, при которой поверхность различных металлов или сплавов насыщают азотом в специальной азотирующей среде. Поверхностный слой изделия, насыщенный азотом, имеет в своём составе растворённые нитриды и приобретает повышенную коррозионную стойкость и высочайшую микротвёрдость. По микротвёрдости азотирование уступает только борированию, в то же время незначительно превосходя цементацию и нитроцементацию.

## Металлы и сплавы, подвергаемые азотированию
- Стали углеродистые и легированные, конструкционные и инструментальные.
- Высокохромистые чугуны, высокохромистые износоустойчивые сплавы, хром.
- Титан и титановые сплавы.
- Бериллий.
- Вольфрам.
- Ниобиевые сплавы.
- Порошковые материалы.

## Назначение азотирования
- Упрочнение поверхности
- Защита от коррозии
- Повышение усталостной прочности
- Снижение трения
- Повышение износостойкости

В зависимости от назначения используемые технологические процессы азотирования могут существенно отличаться.

## Основные виды азотирования

### Азотирование в соляных ваннах
Погружение и выдержка деталей в растворе расплавленных солей при температуре 530—650 градусов Цельсия (не затрагивает структурное изменение материала).
Получаемая структура поверхности имеет :
- Толщина слоя : 0,01-0,6 мм;
- Поверхностная твердость — 400—1200 HV
- Снижение коэффициента трения в 1,5—5 раз;
- Хрупкость слоя — отсутствует;
- Повышение задиростойкости, включая нержавеющие стали;
- Повышение усталостной прочности в 1,5—2 раза;
- Коробление и поводки длинномерных деталей — практически отсутствуют.
- Коррозийная стойкость может достигать 800 часов в солевом тумане.

По сравнению с другими технологиями (газовым и плазменным азотированием), азотирование в соляных ваннах имеет меньшую глубину азотируемого слоя, но имеет лучшее показатели по коррозийной стойкости и шероховатости поверхности. Основным преимуществом является возможность быстро достичь необходимых характеристик, тем самым снижая время и стоимость обработки.

### Газовое азотирование
Насыщение поверхности металла производится при температурах от 400 °C (для некоторых сталей) до 1200 °C (аустенитные стали и тугоплавкие металлы). Средой для насыщения является диссоциированный аммиак. Для управления структурой и механическими свойствами слоя при газовом азотировании сталей применяют:
- двух-, трёхступенчатые температурные режимы насыщения
- разбавление диссоциированного аммиака:
  - воздухом
  - реже водородом

Контрольными параметрами процесса являются:
- степень диссоциации аммиака
- расход аммиака
- температура
- расходы дополнительных технологических газов (если применяются).

#### Каталитическое газовое азотирование
Это последняя модификация технологии газового азотирования. Средой для насыщения является аммиак, диссоциированный при температуре 400—600 градусов Цельсия на катализаторе в рабочем пространстве печи. Для управления структурой и механическими свойствами слоя при каталитическом газовом азотировании сталей применяют изменение потенциала насыщения. В целом применяются более низкие температуры, чем при газовом азотировании.

### Ионно-плазменное азотирование
Технология насыщения металлических изделий в азотсодержащем вакууме (примерно 0,01 атм.), в котором возбуждается тлеющий электрический разряд. Анодом служат стенки камеры нагрева, а катодом — обрабатываемые изделия. Для управления структурой слоя и механическими свойствами слоя применяют (в разные стадии процесса):
- изменение плотности тока
- изменение расхода азота
- изменение степени разрежения
- добавки к азоту особо чистых технологических газов:
  - водорода
  - аргона
  - метана

### Азотирование из растворов электролитов
Использование анодного эффекта для диффузионного насыщения обрабатываемой поверхности азотом в многокомпонентных растворах электролитов, один из видов скоростной электрохимико-термической обработки (анодный электролитный нагрев) малогабаритных изделий. Анод-деталь при наложении постоянного напряжения в диапазоне от 150 до 300 В разогревается до температур 450—1050 °C. Достижение таких температур обеспечивает сплошная и устойчивая парогазовая оболочка, отделяющая анод от электролита. Для обеспечения азотирования в электролит, кроме электропроводящего компонента, вводят вещества-доноры, обычно нитраты.

## Оборудование для азотирования
Для проведения газового азотирования используются преимущественно шахтные, ретортные и камерные печи. Для подготовки аммиака перед подачей в печь используется диссоциатор.
Для проведения каталитического газового азотирования используются преимущественно шахтные, ретортные и камерные печи, оснащённые встроенными катализаторами и кислородными зондами для определения насыщающей способности атмосферы.
Для проведения процессов ионно-плазменного азотирования применяются специализированные установки, в которых происходит нагрев изделий за счёт катодной бомбардировки ионами и, собственно, насыщение.
Для азотирования из растворов электролитов применяются установки для электрохимико-термической обработки.